# Sonic the Hedgehog: The Movie
Sonic the Hedgehog (OVA) – dwuodcinkowa, animowana seria OVA stworzona na podstawie serii gier komputerowych i wideo Sonic the Hedgehog. Z głównych bohaterów serii, w filmie występuje Jeż Sonic, Miles „Tails” Prower, Kolczatka Knuckles oraz Dr Eggman i Metal Sonic. Seria na początku była dostępna w Japonii wyłącznie w wypożyczalniach wideo (pierwszy odcinek zatytułowany Eggumanrando e Mukae pojawił się 26 stycznia 1996 roku, zaś drugi zatytułowany Sonic VS Metal Sonic!! 22 marca 1996 roku), zanim trafiła do sprzedaży 31 maja 1996 r. Animacja otrzymała angielski dubbing opracowany i dystrybuowany przez ADV Films w formie jednogodzinnego filmu łączącego razem oba odcinki, z nadanym podtytułem „The Movie”, z uwagi na to, że oba odcinki opisują razem jedną historię i się nawzajem uzupełniają. W ramach reklamy konsoli Sega Dreamcast film w Stanach Zjednoczonych wyszedł na kasety VHS 7 września 1999 roku (2 dni później również na DVD), w Wielkiej Brytanii 1 listopada 1999 roku, zaś w grudniu 2000 roku pojawił się w Polsce dzięki dystrybutorowi Planet Manga.

## Obsada

### Wersja japońska
- Masami Kikuchi - Jeż Sonic/Metal Sonic
- Hekiru Shiina - Miles „Tails” Prower
- Yasunori Matsumoto - Kolczatka Knuckles
- Junpei Takiguchi - Dr. Eggman
- Mika Kanai - Sara
- Yuzuru Fujimoto - Prezydent
- Chafurin - Staruszek Sowa

### Wersja angielska
- Martin Burke - Jeż Sonic
- Lainie Fraiser - Miles „Tails” Prower
- Bill Wise - Kolczatka Knuckles
- Edwin Neal - Dr. Robotnik/Prezydent
- Sascha Biesi - Sara
- Charles Campbell - Staruszek Sowa
- Gary Dehan - Metal Sonic